# Лива аль-Мухаджирин валь-Ансар
«Лива аль-Мухаджирин валь-Ансар» ЛМА (араб. لواء المهاجرون والأنصار‎ — «Бригада переселенцев и помощников»), ранее называлась «Джейш аль-Мухаджирин валь-Ансар» (араб. جيش المهاجرين والأنصار‎ — «Армия переселенцев и помощников»), первоначальное название «Катаиб аль-Мухаджирин» (араб. كتائب المهاجرين‎ — «Отряд переселенцев») — группировка исламистских боевиков в Сирии, воюющих против армии правительства Башара Асада, а также против иностранных наёмников и боевиков шабихи. Изначально состояла преимущественно из граждан стран бывшего СССР (чеченцев, татар и др.), а также турок. В составе Хайят Тахрир аш-Шам.
Согласно заявлению замдиректора ФСБ РФ Сергея Смирнова, в качестве наёмников в Сирии воюют 300—400 выходцев из России. Однако ряд российских экспертов называет другую цифру участников на стороне оппозиции — выходцев из Северо-Кавказского федерального округа. 18 июня 2013 года «Аргументы.ру» со ссылкой на информацию ливанского телеканала «Аль-Манар» сообщили, что в Сирии убито более 500 граждан России, включая 439 чеченцев и 188 жителей других северокавказских республик. Причины, по которым выходцы с Северного Кавказа воюют на стороне оппозиционных военизированных группировок, называются разные. Турецкий аналитик Фехим Таштекин отмечает, что главная причина, притягивающая кавказских боевиков в Сирию, солидарность со всемирным джихадом и идея создания «шариатского эмирата» на какой-либо спасенной части исламской географии. Востоковед Руслан Курбанов в свою очередь отметил, что влияние кризиса в Сирии на российский Кавказ — очень многогранная и многослойная проблема, так как тысячи кавказцев связаны непосредственно с Сирийской Республикой, где они получили образование.
В мае 2013 года группировка «Катаиб аль-Мухаджирин» объединилась с двумя другими отрядами исламистов и приняла своё нынешнее название. Командующим группировкой долгое время был человек, известный под псевдонимом «Абу Умар аш-Шишани» (с араб. — Абу Умар Чеченец). Позднее он вместе со своим отрядом перешёл на сторону Исламского государства. Начиная с октября 2012 года «Джейш аль-Мухаджирин валь-Ансар» вместе с «Фронтом ан-Нусра» принимала участие в боях за Алеппо.
1 октября 2015 года организация «Джейш аль-Мухаджирин валь-Ансар» объявила войну Российской Федерации по причине поддержки власти Башара Асада в местах, где будет воевать Российская Федерация в Сирии.

## Амиры
Нынешние амиры:
- Абдуллах Дагестани — амир
- Аль Бара Шишани — военный амир

 Первые амиры:
- Абу Умар аш-Шишани — амир †
- Абу Абдурахман Шишани — амир подразделения †
- Абдуллах Шишани — военный амир †
- Абдуль-Вахид Шишани — военный амир † (застрелен в Стамбуле)[26]
- Муханнад Шишани — военный амир †
- Сайфуллах Шишани — амир подразделения и 1-й наиб †
- Абу Ибрахим Шишани — амир учебно-тренировочного центра †
- Абдул-Халим аш-Шишани — представитель шариатского комитета †
- Наиб Шишани — амир штурмовой группы †
- Салахуддин Шишани — амир †
- Хайруллах Шишани — амир от бригады в провинции Латакия †
- Укаша ад-Дагестани — амир дагестанского джамаата в составе бригады †
- Абдул Карим Крымский — 1-й наиб
- Абу Ибрахим Хорасани — амир
- Мутасим аль-Мадани — амир †
- Мансур Дагестани — амир †

## Раскол
3 августа 2013 года группировка разделилась, изгнав из своих рядов такфиристов (тех, кто делает такфир, то есть обвиняет в неверии союзников и стремится взять власть над ними), а также группу Усуд аш-Шам, образовавшуюся внутри «Джейш аль-Мухаджирин» и возглавляемую Сейфуллой аш-Шишани, который активно популяризировал себя через Интернет. Группа Сейфуллы при разбирательстве поддержали друг друга, в общей сложности ушли 209 человек. У них было предварительно изъято оружие, транспорт и средства связи. Руководство «Джейш аль-Мухаджирин валь-Ансар» не изменило своего решения в отношении них и предупреждает, что не несёт никакой ответственности за слова и действия Сейфуллы и его группы.
После этого Сейфулла аш-Шишани вместе со своей группой получил убежище у Муслима аш-Шишани, амира группировки «Джунуд аш-Шам» («Армия Шама»). Его бригада также состоит из иностранцев, в основном кавказцев и сирийских туркмен. 27 августа 2013 года (соотв. 20 шавваля 1434 по хиджре) было заявлено об объединении отряда Сейфуллы аш-Шишани и Муслима аш-Шишани.

## Структура
Лива аль-Мухаджирин валь-Ансар (ранее Джейш аль-Мухаджирин валь-Ансар) является частью одной из крупнейших исламистских повстанческих группировок в Сирии Хайят Тахрир аш-Шам, численность которой достигает от 15 000 до 20 000 человек.